# 66db
「66db」是YUKI的第3张单曲。

## 简介
- 收录了从第1张专辑「PRISMIC」中剪切出的单曲，同时也是表题曲的「66db」的整理版本，以及新曲「ビュービュー」，合计3曲。本作不只是作词，连作曲、编曲、制作也是由YUKI本人完成[1]。

- 表题曲有TOKYO SKA PARADISE ORCHESTRA的茂木欣一和斎藤ネコ（斎藤 毅）参与，B面曲则有佐藤 タイジ（佐藤 泰司）参与吉他演奏[2]。

- 封面为耳朵变成箭头的兔子的粘土工艺品，并没有YUKI的画像[2]。

- ORICON周间单曲榜最高30位，是到2012年为止YUKI的单曲中销量最少的作品[3]。

## 收录曲
（全作词・作曲：YUKI/编曲:YUKI・汤浅笃）
1. 66db
  - 丰田汽车『WiLL VS』广告曲[4]
2. ビュービュー
3. 66db（qp99mix）

## 收录专辑
- PRISMIC（#1）
- five-star（#1）